# Francesco Di Carlo
Francesco Di Carlo (Altofonte, 18 febbraio 1941 – Parigi, 16 aprile 2020) è stato un mafioso e collaboratore di giustizia italiano, appartenente a Cosa Nostra. È stato accusato di essere l'assassino di Roberto Calvi.

## Biografia
Da ragazzo, Francesco Di Carlo frequentò il liceo Gonzaga a Palermo gestito dai padri Gesuiti e fu compagno di classe del principe Alessandro Vanni Calvello di San Vincenzo (anche lui "uomo d'onore"), che divenne suo amico, testimone di nozze e poi anche socio nella gestione del night club "Il Castello" a San Nicola L'Arena, frequentato dalla nobiltà e dall'alta borghesia siciliana, in cui si esibirono cantanti del calibro di Gino Paoli e Peppino Di Capri.
È entrato in relazione con la famiglia mafiosa di Altofonte perché diversi parenti ne facevano parte e negli anni '60 vi entrò ufficialmente grazie al boss Salvatore La Barbera (da non confondere con l'omonimo Salvatore La Barbera che è stato ucciso nel 1963), che lo sottopose al tradizionale rituale della "punciuta". Divenne egli stesso capo famiglia a metà degli anni '70. La "famiglia" di Altofonte era parte del mandamento di San Giuseppe Jato, guidato da Antonio Salamone e dal suo sostituto Bernardo Brusca. Secondo diverse testimonianze, Di Carlo era un mafioso influente e presto divenne un grosso contrabbandiere di sigarette in collegamento con la Camorra e poi un trafficante di droga per conto dei Corleonesi di Totò Riina: inviava eroina ed hashish nella zona di Bologna, dove provvedevano a smerciarla ed, inoltre, aveva trasformato il night club a San Nicola in un punto di spaccio e riciclava i proventi presso la Cassa rurale e artigiana di Altofonte, un piccolo istituto di credito di provincia che fu oggetto delle indagini del vice questore Boris Giuliano e del capitano dei carabinieri Emanuele Basile.

### L'espulsione da Cosa nostra
Nel 1979, Di Carlo è stato espulso da Cosa nostra (in gergo mafioso "posato") con l'accusa di essersi appropriato di un carico di eroina ed hashish. Venne risparmiato, ma fu costretto a lasciare la Sicilia. Si trasferì quindi a Roma, dove avviò un traffico di droga insieme a Totuccio Contorno (anch'egli braccato dai Corleonesi), e poi a Londra, dove si associò al clan dei Cuntrera-Caruana originario di Siculiana, in provincia di Agrigento. Secondo la testimonianza di Francesco Marino Mannoia, Di Carlo ebbe salva la vita perché rimase a disposizione dei Corleonesi ed infatti avrebbe eseguito per loro conto l'omicidio del banchiere Roberto Calvi a Londra.
Suo fratello Andrea Di Carlo lo sostituì a capo della famiglia di Altofonte.
Secondo Di Carlo, la causa della sua espulsione da Cosa nostra andava ricercata nel fatto che nel 1982 si era rifiutato di consegnare ai Corleonesi alcuni membri dei Cuntrera-Caruana (con a capo Pasquale Cuntrera e Alfonso Caruana) per ucciderli e l'accusa di essersi appropriato della partita di stupefacenti sarebbe stata una calunnia messa in giro da Bernardo Brusca per screditarlo agli occhi dell'intera organizzazione.

### Traffico di droga
Nel 1980 Di Carlo si rese latitante per la giustizia italiana a seguito delle indagini del capitano Emanuele Basile (assassinato poco dopo in un agguato) e del giudice Paolo Borsellino. Fu inoltre indagato quale mandante dell'omicidio del vice questore Boris Giuliano ma fu assolto in istruttoria.
Nel 1984 i giudici istruttori Giovanni Falcone e Paolo Borsellino spiccarono un mandato di cattura nei suoi confronti per associazione mafiosa e traffico di droga a seguito delle accuse dei collaboratori di giustizia Tommaso Buscetta e Totuccio Contorno ma Di Carlo era già irreperibile da alcuni anni. Anche il suo socio ed amico, il principe Vanni Calvello, finì in manette nel corso del blitz scaturito dalle dichiarazioni di Contorno e tale arresto causò scalpore perché fece emergere i rapporti tra Cosa nostra e la nobiltà isolana.
Stabilitosi definitivamente nel Regno Unito, Di Carlo continuò a trafficare hashish ed eroina. Acquistò una villa a Woking, nel Surrey, e si alleò ad Alfonso Caruana. Investì il denaro sporco nell'acquisto di un hotel, agenzie di viaggio e compagnie di import-export per agevolare il contrabbando.
Nel giugno del 1985 la polizia trovò 37 chili di eroina nascosti in una spedizione di mobili arrivati dalla Thailandia nel porto di Southampton. Perciò Di Carlo venne arrestato insieme ad altre tre persone legate ai Cuntrera-Caruana. Tuttavia Alfonso Caruana e Liborio Cuntrera sfuggirono all'arresto. Nel marzo del 1987 fu condannato a 25 anni di prigione per traffico di droga. Il fratello di Alfonso Caruana, Gerlando, venne condannato in Canada.

### La collaborazione con la giustizia
Nel giugno del 1996 Di Carlo decise di collaborare con le autorità italiane. Venne trasferito dalla sua prigione del Regno Unito a Roma. Venne definito dalla stampa come il "nuovo Buscetta". Di Carlo fece i nomi di molti politici come membri di Cosa Nostra, tra cui Bernardo Mattarella, il presidente della Regione Siciliana Giuseppe Provenzano, Girolamo Bellavista e Giovanni Musotto.
Affermò inoltre di aver accompagnato il boss Stefano Bontate ad un incontro con l'allora imprenditore Silvio Berlusconi e con Marcello Dell'Utri avvenuto presso gli uffici della Edilnord a Milano nel 1974 e la sentenza di condanna a carico del senatore Dell'Utri per concorso esterno in associazione mafiosa dichiarò attendibile la testimonianza di Di Carlo sull'incontro. Di Carlo si costituì anche parte civile nel processo in cui Dell'Utri era imputato di calunnia aggravata nei suoi confronti con l'accusa di aver manovrato le dichiarazioni di altri collaboratori di giustizia per screditare le sue ma nel 2012 l'ex senatore venne assolto con sentenza definitiva dalla Cassazione.
Testimoniò anche a proposito dell'omicidio del giornalista Mauro De Mauro, che era stato rapito e ucciso dalla mafia nel 1970. Nel 2001 disse che era stato ucciso perché aveva appreso che uno dei suoi vecchi amici, il principe Junio Valerio Borghese, stava pianificando un colpo di Stato (il cosiddetto Golpe Borghese) per fermare quella che era considerata la svolta a sinistra dell'Italia. Questa testimonianza non venne ritenuta attendibile nel 2011 dai giudici della Corte d'assise di Palermo, che ritennero invece come movente principale della sparizione del giornalista le sue indagini in merito alla misteriosa morte di Enrico Mattei.
Nel 2010 ha rilasciato una lunga intervista sul suo passato da boss mafioso al giornalista Enrico Bellavia, che l'ha raccontata nel libro intitolato Un uomo d'onore, edito da Rizzoli.
Il 24 aprile 2014 è apparso, a volto coperto, per la prima volta in televisione, intervistato a Servizio Pubblico Più da Sandro Ruotolo sui rapporti con Silvio Berlusconi e Marcello Dell'Utri.

### Coinvolgimento nell'omicidio di Roberto Calvi
Nel luglio del 1991 il pentito Francesco Marino Mannoia affermò che Di Carlo aveva ucciso Roberto Calvi, soprannominato "il banchiere di Dio", perché avrebbe perso i fondi della mafia quando il Banco Ambrosiano era collassato. L'ordine di uccidere Calvi sarebbe provenuto dal boss mafioso Giuseppe Calò.
Quando Di Carlo divenne un testimone nel giugno del 1996 negò di essere l'assassino, ma ammise che Calò gli aveva chiesto di uccidere Calvi. Comunque, Di Carlo non poteva essere raggiunto in tempo, e quando successivamente chiamò Calò, quest'ultimo gli disse che si erano già organizzati diversamente. Secondo Di Carlo, gli assassini erano Vincenzo Casillo e Sergio Vaccari, che apparteneva alla Camorra di Napoli ed era stato ucciso.

### Morte
Francesco Di Carlo è morto di COVID-19 in un ospedale parigino il 16 aprile 2020 all'età di 79 anni: l'ex boss viveva in Francia da alcuni anni.